# Рада сорока (Венеція)
Рада сорока (італ. Consiglio dei Quaranta), також відома як Кварантія (італ. Quarantia) — один із найвищих конституційних органів Венеційської республіки, що мав як юридичні, так і політичні функції, зокрема був верховним судом венеційської держави.

## Походження та еволюція
За деякими оцінками, Кварантія була заснована в 1179 році в рамках конституційних реформ, які трансформували монархію в комуну. Насправді його, ймовірно, було засновано на початку XIII століття з обов'язками, значно відмінними від тих, які Рада сорока стала виконувати пізніше.
Рада сорока була заснована як збори сорока виборців, які на той час мали право призначати дожа Венеції. Сорок членів Ради, у свою чергу, обирались дев'ятьма виборцями, яких висунули народні збори Венеційської республіки (італ. la concio). Після виконання своєї основної ролі обрання дожа, Рада сорока залишилися при владі разом із дожем як судова влада, беручи участь разом із Сенатом (італ. Consiglio dei Pregadi) в управлінні державою та законодавчих функціях, які часто делегувалися їм Великою радою, до якої члени Ради сорока автоматично входили «за посадою».
Після конституційної реформи 1297 року, яка разом із закриттям Великої ради (італ. Serrata del Maggior Consiglio) змінила форму держави на аристократичну республіку, Кварантія відповідала за затвердження та перевірку нових призначень у Велику раду та Сенат, а також, за словами Мараніні, за підготовку проектів законів щодо кримінального судочинства та фінансового управління.
З часом Кварантія втратила свої законодавчі та представницькі функції на користь Сенату, а приблизно в 1380 році, після створення Колегій мудреців, вона втратила і більшість своїх виконавчих функцій.
В результаті цих змін Рада сорока зберігла функцію управління монетним двором (визначаючи пробу монет, характер і якість карбування), підготовку фінансових планів і планів доходів, які подаються Великій Раді, і, перш за все і найголовніше — вищу судову функцію Венеційської республіки. Сорок суддів обиралися Великою радою Венеції і займали посаду протягом одного року; вони могли бути переобрані, а в разі виникнення вакансії могли кооптувати нових суддів.
Згодом, щоб краще задовольнити судові потреби розмір Верховного Суду був потроєний шляхом утворення нових Кварантій:
1. У 1441 році оригінальна Рада сорока отримала назву Кримінальна кварантія, а додатково до неї була створена Цивільна кварантія.
2. У 1491 році Цивільна кварантія стала відома як Стара Цивільна кварантія і до неї була створена Нова Цивільна кварантія.

### Кримінальна юрисдикція
Юрисдикція Кримінальної кварантії поширювалась на правопорушення та злочини і взагалі щодо кримінального права. Три очільника Сорока входили разом із дожем і шістьма членами Малої ради до складу Венеційської синьйорії (італ. Serenissima Signoria), вищого представницького органу Республіки, затвердження якого було необхідне для введення в дію смертної кари. Функції державного прокурора в цьому суді виконували комунальні авагадори (італ. Avogadori de Comùn).

### Цивільне право
Юрисдикція Старої цивільної кварантії поширювалась на питання, пов'язаних з цивільним правом, обмежених позовами з Венеції, з Догадо і Морських володінь республіки (Stato da Mar). Доступ до їхнього рішення підлягав попередній перевірці Auditori vecchi alle Sentenze, який у цій справі виконував роль державного обвинувача.
Нова Цивільна Кварантія мала юрисдикцію над питаннями, пов'язаними з цивільним правом, обмеженими апеляціями з територій Тераферми (Domini di Terraferma). Доступ до їхнього рішення підлягав попередній перевірці Auditori nuovi alle Sentenze, а у справах, що стосувалися неповнолітніх, Auditori nuovissimi, який у цій справі виконував роль державного обвинувача.